# Jefremow
Jefremow (russisch Ефремов) ist eine Stadt in der Oblast Tula (Russland) mit 42.350 Einwohnern (Stand 14. Oktober 2010).

## Geografie
Die Stadt liegt etwa 150 km südlich der Oblasthauptstadt Tula an der Krassiwaja Metscha, einem rechten Nebenfluss der Don.
Jefremow ist der Oblast administrativ direkt unterstellt und zugleich Verwaltungszentrum des gleichnamigen Rajons.

## Geschichte

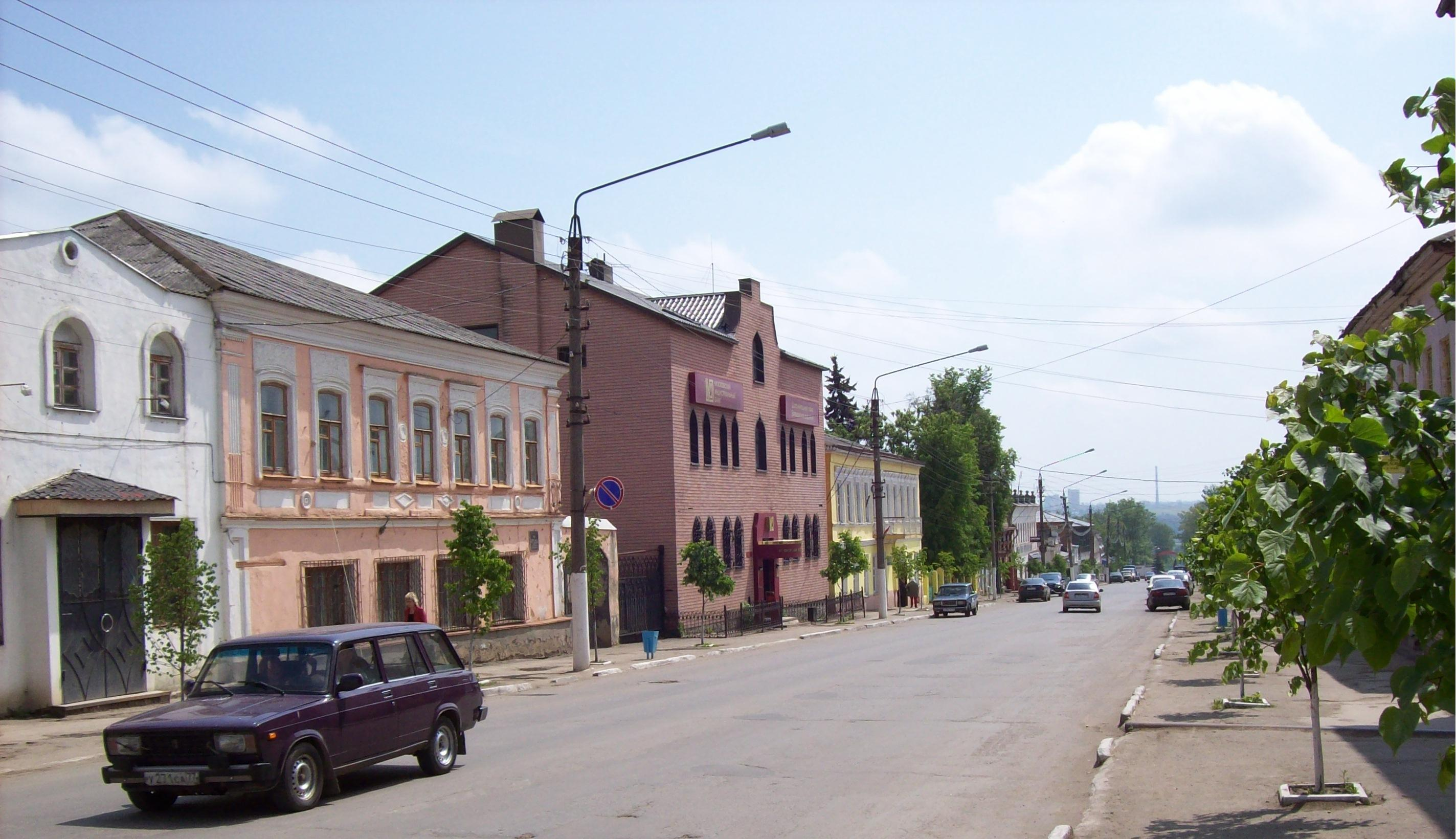
In der Altstadt Jefremows

Jefremow wurde 1637 als Festung zum Schutz der damaligen Südgrenzen des Russischen Reiches gegründet. Der Name ist vom russischen Vornamen – hier vermutlich des ersten Festungskommandanten – Jefrem abgeleitet. Gegen Ende des Jahrhunderts verlor die Festung ihre militärische Bedeutung.
1777 wurde das Stadtrecht als Verwaltungszentrum eines Kreises (Ujesds) im Gouvernement Tula verliehen.
Ab den 1930er Jahren wurde Jefremow zu einem Zentrum insbesondere der chemischen Industrie ausgebaut.
Im Zweiten Weltkrieg wurde Jefremow am 23. November 1941 von der deutschen Wehrmacht besetzt und bereits am 13. Dezember 1941 von der Südwestfront der Roten Armee beim Gegenschlag in Richtung Jelez zurückerobert.

## Bevölkerungsentwicklung
| Jahr | Einwohner |
| ---- | --------- |
| 1897 | 9.038     |
| 1926 | 9.993     |
| 1939 | 26.708    |
| 1959 | 28.672    |
| 1970 | 48.156    |
| 1979 | 52.967    |
| 1989 | 56.740    |
| 2002 | 47.256    |
| 2010 | 42.350    |

Anmerkung: Volkszählungsdaten (1926 gerundet)

## Kultur und Sehenswürdigkeiten
Die Stadt besitzt ein Heimatmuseum.

## Wirtschaft und Infrastruktur

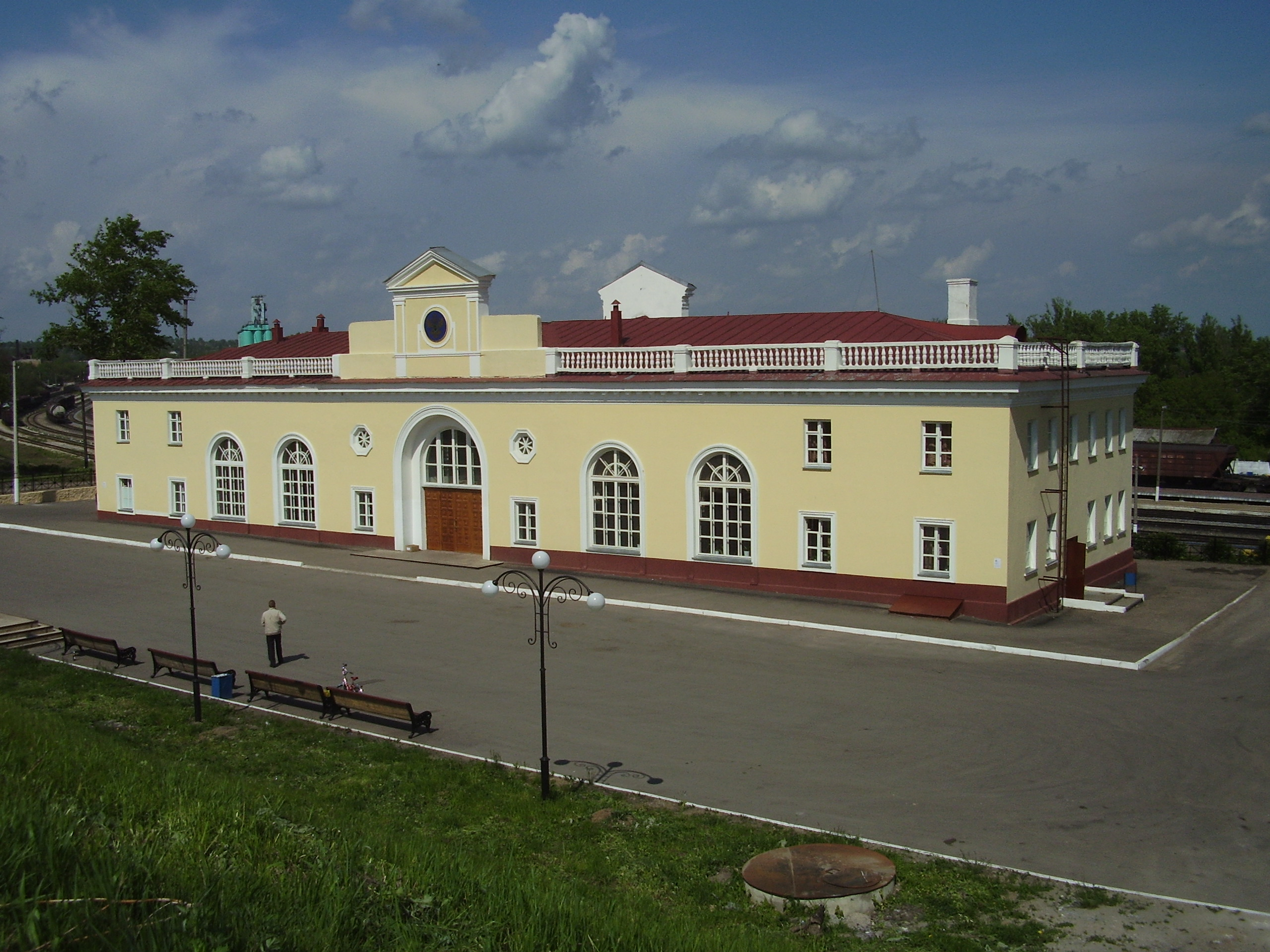
Bahnhof Jefremow

In Jefremow gibt es Betriebe der chemischen Industrie (Werk für synthetischen Synthesekautschuk, errichtet 1931 bis 1933, und weitere; Endpunkt eines Zweiges der Erdgaspipeline Urengoi–Uschhorod), des Maschinenbaus, der Textil- und Lebensmittelindustrie sowie der Bauwirtschaft.
Die Stadt liegt an der auf diesem Abschnitt 1874 eröffneten Eisenbahnstrecke Moskau–Uslowaja–Jelez–Waluiki (Streckenkilometer 342).
Die Fernstraße M4 Moskau–Woronesch–Rostow am Don–Noworossijsk umgeht die Stadt östlich. Von dieser zweigen hier die Regionalstraßen R120 nach Orjol, R126 über Dankow und Rjaschsk nach Rjasan sowie R141 (Querverbindung zur M2 zwischen Schtschokino und Plawsk) ab.

## Persönlichkeiten
- Iwan Bunin (1870–1953), Schriftsteller, Nobelpreisträger für Literatur; lebte und arbeitete in Jefremow die Jahre 1906 bis 1910
- Konstantin Iwanow (1907–1984), Dirigent, u. a. Chefdirigent des Staatlichen Sinfonieorchesters der UdSSR; geboren in Jefremow
- Wladimir Mjassischtschew (1902–1978), Flugzeugkonstrukteur; geboren in Jefremow
- Nikolai Pojarkow (* 1999), Fußballspieler
- Nikolai Olegowitsch Rasskasow (* 1998), Fußballspieler
- Pafnuti Tschebyschow (1821–1894), Mathematiker; lebte und arbeitete zeitweise auf seinem Landsitz in Wytemka bei Jefremow